# امین پاشا
امین پاشا (انگلیسی: Emin Pasha؛ ۲۸ مارس ۱۸۴۰ – ۲۳ اکتبر ۱۸۹۲) یک پزشک عثمانی با اصلیت یهودی آلمانی ، طبیعت گرای و فرماندار استان استوای مصر در سمت بالای رود نیل بود.